# Casino de la Vallée
Le casino de la Vallée, également le casino de Saint-Vincent, est l'un des quatre casinos italiens. 

## Premières années
Dès 1921, Élie Page (1892-1971), syndic de Saint-Vincent (1921-1923), demande au préfet d'Aoste la permission d'ouvrir une maison de jeux dotée de roulettes pour la période estivale. La permission est octroyée, mais le syndic Élie Page, antifasciste convaincu, se retire de la vie politique. La création de ce premier établissement reste sans grand développement à cause de la guerre.

## L'après-guerre
En 1945, le Comité de libération nationale (CLN) nomme à nouveau Élie Page syndic de Saint-Vincent (1945-1947), qui le 6 novembre 1945 envoie une lettre au ministère de l'intérieur italien pour demander la réouverture de la maison de jeu, mais ne reçoit aucune réponse. 
L'année suivante, le 26 janvier 1946, il fait parvenir au président de la région Frédéric Chabod une nouvelle demande. Par décret régional du 3 avril 1946, le Président Frédéric Chabod accorde l'autorisation de réouverture de la maison de jeu. Le 17 mai, un accord entre l'administration régionale et le casino fixe la répartition des bénéfices entre les deux parties. 
Le casino est inauguré le 29 mars 1947 dans le Grand Hôtel Billia et les premiers clients furent un entrepreneur du textile biellais, un avocat casalais et un commerçant turinois.
Un scandale éclate sur les conditions controversées de sa recapitalisation en 2012.